# Isopterygium taylorii
Isopterygium taylorii är en bladmossart som beskrevs av Sim 1926. Isopterygium taylorii ingår i släktet Isopterygium och familjen Hypnaceae. Inga underarter finns listade i Catalogue of Life.